# 혈소판 감소성 혈전증
혈소판 감소성 혈전증(TTS·Thrombosis with thrombocytopenia syndrome)은 혈소판 감소를 동반한 뇌정맥동혈전증, 내장정맥혈전증과 같은 희귀 혈전증이다.

## 사례

### 해외
영국에선 6월2일 기준 372건이 보고됐는데 18~49세에선 100만회당 19.8회, 50세 이상은 10.3회의 발생률을 보였다. 여성이 200명, 남성이 169명이었다. 독일에선 5월31일 기준 106건, 캐나다에선 5월28일 기준 44건(화이자·모더나 각 1건씩 포함)이 보고됐다.

### 대한민국
2021년 5월 31일 혈소판 감소성 혈전증 사례가 국내에서 처음으로 확인되었다.